# Bălușeni
Bălușeni è un comune della Romania di 5.055, ubicato nel distretto di Botoșani, nella regione storica della Moldavia.
Il comune è formato dall'unione di 6 villaggi: Bălușeni, Bălușenii Noi, Buzeni, Coșuleni, Draxini, Zăicești.